# Памятник Николаю Николаевичу
Памятник Великому Князю Николаю Николаевичу Романову, главнокомандующему действующей армией на Балканах в ходе русско-турецкой войны 1877—1878 годов, установленный в сквере перед Михайловским манежем на Манежной площади Санкт-Петербурга в 1913 году (открыт 12 января 1914).

## История

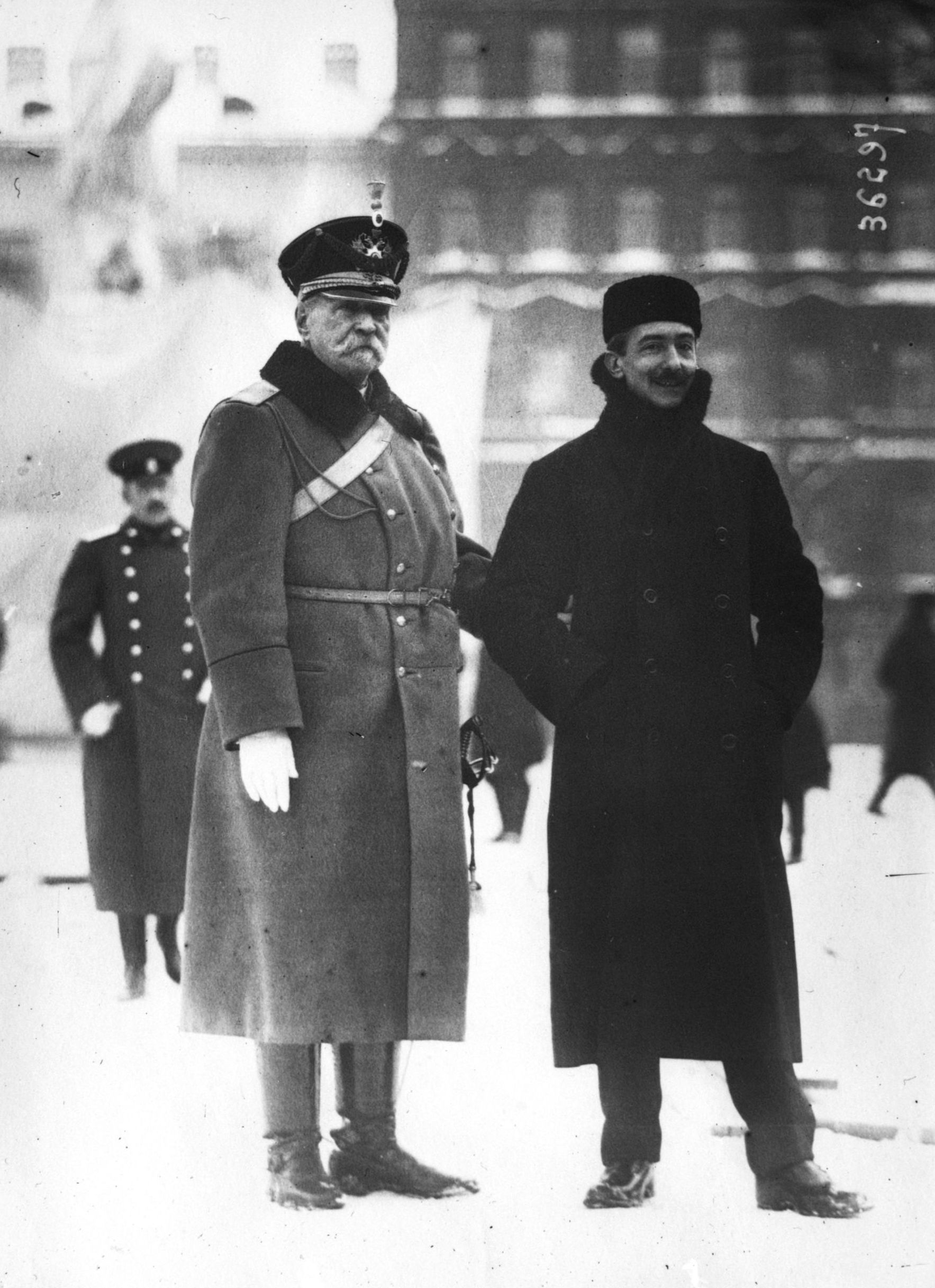
Итальянский скульптор Пьетро Каноника и генерал Д. А. Скалон на открытии памятника великому князю Николаю Николаевичу в Петербурге. 1913

Монумент в память русско-турецкой войны 1877—1878 годов был заложен 19 февраля 1913 года, в год 300-летия династии Романовых. Предполагалось, что памятник «явится новым украшением столицы и будет свидетельствовать об успехах русской армии под предводительством её знаменитых вождей, о великой роли России в балканских делах и об одушевлявшей её великой задаче освобождения христиан от мусульманского ига». При закладке (как и при открытии) присутствовал император Николай II.

## Описание
Памятник представлял собой конную статую великого князя Николая Николаевича, одетого в шинель и фуражку с саблей на боку. Высота памятника составляла 10,8 метра.
Постамент выполненный из красного гранита со всех четырех сторон украшали горельефы. На лицевом был изображен парад под стенами Константинополя в честь завершения русско-турецкой войны 1877—1878 годов. Впереди — великий князь, за ним его главные сподвижники — император Александр III, бывший тогда ещё наследником-цесаревичем, великий князь Владимир Александрович, убитый во время войны Сергей Максимилианович, герцог Лейхтенбергский, принц Кароль, будущий король Румынии, ряд генералов, в том числе М. Д. Скобелев. Эта конная группа помещалась на фоне панорамы деревни Сан-Стефано. На заднем горельефе изображалась группа из пяти знаменосцев: русского гвардейца Корниенко, а также серба, румына, болгарина и черногорца, «державших знамёна своих, получивших право на существование народов». Группа эта знаменовала единение славян Балканского полуострова под главенством России. На небольшом расстоянии от памятника, на постаментах из красного гранита, были установлены четыре обильно декорированных фонаря, которые являлись частью композиции вместе с самим памятником. 
После прихода к власти большевиков, в октябре 1918 года монумент был разрушен. В 1925 году музей города предложил установить на пустующем гранитном пьедестале памятник красной коннице. Долгое время на месте памятника находился закладной камень, на котором было написано, что на это месте будет сооружен памятник Н. В. Гоголю.  Теперь на месте памятника сооружен фонтан. Постаменты от фонарей сохранились по настоящее время. До начала реконструкции Ново-Манежного сквера в 1998—1999 годах, постаменты простояли на своём историческом месте. После реконструкции постаменты (предположительно) из-за отсутствия им применения, были хаотично переустановлены на газоны того же сквера, где их можно наблюдать и по сей день.
Снос памятника оправдывали художественными соображениями:

 Мужество солдат, подвиги офицеров принесли России победу, несмотря на далеко не блестящее стратегическое дарование командующего. Ему же они принесли звание генерал-фельдмаршала и в десятых годах нашего столетия, через двадцать лет после смерти, — памятник в маленьком скверике на Манежной площади, перед нынешним Зимним стадионом с одной стороны и кинотеатром «Родина» — с другой. Даже тогдашним петербуржцам малоизвестный и малопамятный, генерал сидел верхом на лошади в заученной позе. И конь и всадник были скучно вылеплены, неинтересно поставлены…
— Успенский Л. В. Одни ушли, другие живут рядом // Записки старого петербуржца. — Л.: Лениздат, 1970.